# Limage
Le limage est l’usinage d’une pièce à l’aide d’une lime. Ce travail, généralement manuel peut être aussi mécanique, exécuté par un ajusteur, un serrurier ou toutes autres personnes professionnelles ou non.

## Limage manuel
Le limage manuel est rarement compris dans la liste des opérations en série. Les pièces fabriquées mécaniquement sont parfois reprises à la lime pour une finition délicate, retouche, lorsque leur nombre justifie pas le recours à une machine-outil spéciale.

### Domaines d’application
- travail de finition après ébauche mécanique, surépaisseur faible (0,2 à 0,3 mm),
- ébavurage de pièces,
- retouche et finition de moules et maquettes de formes complexes par l’outilleur-mouliste ou modeleur,
- travail de matières diverses : métaux, plastiques, bois, etc.

### Généralités
- Le travail se fait généralement à l’étau fixé sur un établi, dont la hauteur doit être adaptée à la stature de l’opérateur selon les normes d’ergonomie.
- La tenue en main de la lime et sa position par rapport à la pièce dépend de la largeur de celle-ci (45° pour pièce large et 30° pour pièce étroite).
- La tenue de la lime doit être ferme, l’action d’usinage ne se fait que dans un sens, généralement la main droite assure le mouvement aller et retour et la main gauche guide l’extrémité de la lime et équilibre la pression sur la pièce.
- Autant que possible, travailler toujours sur un plan horizontal.
- La cadence de coupe varie en fonction de la dureté du métal :
  - métaux durs : 25 à 45 coups par minute,
  - métaux tendres : 45 à 55 coups par minute.
- L’usinage doit se faire par traits croisés.
- Le nettoyage des dents de la lime se fait avec une carde (brosse métallique à poils courts, rappelant les brosses utilisées pour le cardage) manuel, afin d’éviter que les copeaux coincés entre les dents et la pièce ne rayent celle-ci.
- Une astuce de professionnel consiste, lors de la finition, à râper un morceau de craie sur les dents de la lime pour adoucir l’usinage.

### Limage des surfaces planes
- La lime, tenue à deux mains, est placée dans le prolongement de l’avant-bras droit (pour les droitier) et son déplacement se fera dans un plan sensiblement horizontal.
- Plus la lime est large, mieux elle s’appuie sur la surface de la pièce.
- Suivre les prescriptions citées plus haut (généralités).

### Limage des surfaces cylindriques convexes
La partie cylindrique doit être tracée avec précision et l’usinage doit se faire selon des plans tangents au tracé, technique appelée épannelage. En abattant à chaque fois les arêtes, les surfaces planes exécutées par traits croisés deviennent de plus en plus petites et la surface limée se rapproche peu à peu de la surface cylindrique.

## Limage mécanique

### Machine à ruban
Le limage mécanique se pratique sur des machines dont les plus simples sont du type scie à ruban, dont la lame est une bande souple en acier sur laquelle sont rivés des segments de lime.

### Machine rotative
Machine composée d'un bâti recevant un outil cylindrique animé d'un mouvement circulaire à vitesse réglable et d'une table d'appui. IL existe deux types d'outil : un disque taillé sur ses flancs et réversible ou une couronne taillée sur l'extérieur. Cette opération donne un travail semblable au limage manuel, mais avec plus de rapidité.

### Machine portative

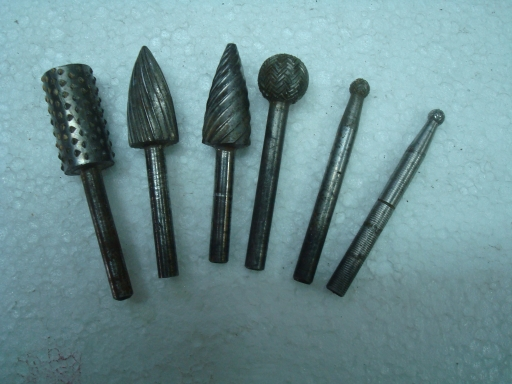
Types de limes rotatives

Le limage rotatif se fait avec des machines à main, légères, du type perceuses mues par moteur électrique ou pneumatique, tournant à grande vitesse et sur lesquelles on peut monter divers outils : fraises, meules, limes, forets, disques, etc. Ces outils et machines, initialement à usage des professionnels (modeleur ou mouliste) sont aujourd’hui d’un usage grand-public.

## Sources
- Cours de technologie appliquée de lycées technique,
- Cours de perfectionnement au BP-dessin, Automobiles Peugeot, Sochaux.